# Richard Veen
Richard Veen, född 29 maj 1935 i Amsterdam, död 20 september 1997 i Enskede, Stockholm, var en nederländsk-svensk målare och reklamtecknare.
Han var son till läroverksadjunkten Dirk Henri Veen och Zwaantje van Gelder. Efter studentexamen 1952 studerade Veen vid en teknisk reklamskola 1953–1954 och därefter fram till 1964 verksam som teknisk reklamtecknare. Han flyttade till Sverige och blev svensk medborgare 1963. Som konstnär var han självlärd och bedrev självstudier under resor till ett flertal av Europas länder sant USA och Afrika. Han medverkade i Liljevalchs konsthalls Stockholmssalonger. Hans konst består av stadsmotiv, fiskar, änglar och astronauter utförda i gouache.       